# Carlo Biotti
Carlo Biotti, född 1901, död 1977, var en italiensk jurist.

## Juridisk karriär
Efter juristexamen var Biotti bland annat domare i tingsrätten i Milano och i Högsta domstolen.

## Sportkarriär
Biotti var bland annat styrelseledamot och verkställande direktör för den italienska fotbollsklubben AC Milan.

## I populärkulturen
Skådespelaren Bob Marchese spelar rollen som Carlo Biotti i filmen Roman kring en massaker (2012) av Marco Tullio Giordana; filmen handlar om bombdådet på Piazza Fontana 1969.